# Sielsowiet Wiśniowiec
Sielsowiet Wiśniowiec (biał. Вішнявецкі сельсавет, ros. Вишневецкий сельсовет) – sielsowiet na Białorusi, w obwodzie mińskim, w rejonie stołpeckim, z siedzibą w Wiśniowcu.

## Miejscowości
- agromiasteczka:
  - Horki
  - Wiśniowiec
- wsie:
  - Achremowicze
  - Chałaimowszczyzna
  - Hołowieńczyce
  - Kremiec
  - Marchaczewszczyzna
  - Nawapolcy
  - Paździerzyce
  - Perekopowszczyzna
  - Rajewszczyzna
  - Sawonie
  - Wiązowiec
  - Zacierzewo
  - Zarzecze